# グローバルディベートWISDOM
『グローバルディベートWISDOM』（Global Debate WISDOM、グローバルディベート ウィズダム）は、NHK BS1で毎月最終日曜日（2014年度までは毎月最終土曜日）に放送されている討論番組。本項では本番組の前身である『プロジェクトWISDOM』についても記す。

## 概要
今、人類は多くの問題に直面しており、世界が共に考える場として世界に広がる知恵のネットワークの「プロジェクトWISDOM」というウェブサイトを立ち上げた。番組はこれを基に作成される。WISDOMとは難問に立ち向かう人々自身でありそれらの人々の知恵である。ネットワークで結ばれた世界中のWISDOMが地球的課題の解決策を探るため議論を重ねる。基本的に、番組は2部構成（各50分・途中で10分間NHK BSニュースを挟む）よりなり、各部毎に（もしくは全編通して）1名のスタジオ・ゲストが議論に参加する。
滝川クリステルは『ニュースJAPAN』のキャスターを卒業してから半年、初めてのNHKでのキャスター出演となった。
2012年4月の放送より番組名が「グローバルディベートWISDOM」と変更された。

## レギュラー出演者
※各回のスタジオ・ゲストは「放送日時」の項に各回のテーマとともに後述。
| 年度 | キャスター        | キャスター | ナレーション                                             |
| ---- | ----------------- | ---------- | -------------------------------------------------------- |
| 2010 | 滝川クリステル[2] | 野村正育   | 田中敦子他                                               |
| 2011 | 滝川クリステル[2] | 出山知樹   | 大林奈津子                                               |
| 2012 | 滝川クリステル[2] | 真下貴     | 大林奈津子                                               |
| 2013 | 滝川クリステル[2] | 真下貴     | 大林奈津子                                               |
| 2014 | 滝川クリステル[2] | 真下貴     | 大林奈津子（2014年4月は城向あかり、2015年1月は田中敦子） |

## 放送日時

### 2010年度
※時刻はすべてJSTで記載する。2010年度は特定の放送時間が決まっていなかった。
| 回数  | 放送日時                            | テーマ                                                                        | スタジオ・ゲスト                                                          |
| ----- | ----------------------------------- | ----------------------------------------------------------------------------- | ------------------------------------------------------------------------- |
| 第1回 | 2010年4月29日(木・祝) 21:00 - 22:50 | アフリカの子供に希望を!                                                       | 第1部：高橋基樹（神戸大学） 第2部：平野克己（ジェトロ・アジア経済研究所） |
| 第2回 | 2010年7月31日(土) 22:00 - 23:50     | 暴走するマネー 第1部：世界を揺るがすギリシャ危機 第2部：危機に立つ 国家の信用 |                                                                           |
| 第3回 | 2010年9月23日(木) 21:00 - 22:50     | 生き物を守る“コスト”は誰が払うのか 〜 途上国 VS 先進国 〜                     |                                                                           |
| 第4回 | 2010年11月28日(日) 20:00 - 21:50    | 世界は “大国” 中国とどう向き合うのか                                          |                                                                           |
| 第5回 | 2011年1月3日(月) 20:00 - 21:50      | どうなる日本 世界が語る復活の処方せん                                         |                                                                           |
| 第6回 | 2011年3月22日(火) 20:00 - 21:29     | ネットの進化が世界を動かす                                                    |                                                                           |

### 2011年度
2011年度からは、NHK BS1で毎月最終土曜の22時から23時50分までの放送となる。ただ、スペシャルの場合は滝川だけは出演せず、出山のみの出演になる場合があった。2011年5月分からはNHKワールドプレミアムでも各部を2日間に分けて放送、NHKオンデマンドの見逃し番組サービスにも対応した。同時期にNHKワールドTVでも合計1時間40分の生放送から50分に再編集し、完全英語音声吹き替えで放送されている。また、同月分から生放送中Twitterに特定のハッシュタグを付けて発言することにより、画面下にそのツイートが表示及び紹介され、議論に参加できるようになった。
| 回数       | 放送日                       | テーマ                                                | スタジオ・ゲスト                                                      |
| ---------- | ---------------------------- | ----------------------------------------------------- | --------------------------------------------------------------------- |
| 第7回      | 2011年4月30日                | 東日本大震災 世界はいま何ができるのか                 | 第2部：山口彰（関西大学大学院教授）                                   |
| スペシャル | 2011年5月1日 (20:00 - 21:50) | 緊急報告 中東革命 (1)チュニジア・ジャスミン革命の行方 | 保坂修司（日本エネルギー経済研究所研究理事） 私市正年（上智大学教授） |
| スペシャル | 2011年5月8日 (20:00 - 21:50) | 緊急報告 中東革命 (2)世界を揺るがすエジプト革命       | 酒井啓子（東京外国語大学大学院教授） 藤原帰一（東京大学大学院教授）   |
| 第8回      | 2011年5月21日                | 混迷する中東情勢 世界はどう向き合うか                 | スタジオゲストなし                                                    |
| 第9回      | 2011年6月25日                | どこへ向かう 世界のエネルギー政策                     | スタジオゲストなし                                                    |
| 第10回     | 2011年7月30日                | 東日本大震災 世界が語る 経済復興                      | スタジオゲストなし                                                    |
| 第11回     | 2011年9月24日                | ドル凋落の危機 そして日本は                           | 浜矩子（同志社大学大学院教授）                                        |
| 第12回     | 2011年10月22日               | どう乗り越える ユーロ危機                             | 伊藤隆敏（東京大学大学院教授）                                        |
| 第13回     | 2011年11月26日               | 若者に仕事がない 先進国の雇用危機                     | 飯田泰之（駒澤大学准教授）                                            |
| 第14回     | 2012年1月28日                | 北朝鮮情勢 世界はどう見るか                           | 出石直（NHK解説委員）                                                 |
| 第15回     | 2012年2月25日                | エジプト シリア イラン 混迷・中東の行方は             | 第2部：孫崎享（作家・元防衛大学校教授）                               |
| 第16回     | 2012年3月24日                | 世界が問う 福島第一原発事故                           | 水野倫之（NHK解説委員）                                               |

### 2012年度
2012年度からは、タイトルがグローバルディベートWISDOMと変更された。また、初回のみ司会は新たに加わった真下貴一人で担当したが、2回目以降は滝川も加わって進行している。但し、2011年度同様、スペシャル時は滝川は出演しない。2013年1月からは公式Facebookページも開設され、そこからも意見を募るようになった。
| 回数       | 放送日         | テーマ                                                        | スタジオ・ゲスト |
| ---------- | -------------- | ------------------------------------------------------------- | --- |
| 第17回     | 2012年4月28日  | “メイドインジャパン” 復活の処方せん                           | 辻野晃一郎（アレックス代表取締役社長兼CEO） |
| 第18回     | 2012年5月26日  | 高齢化する世界〜破綻は避けられるか〜                          | 藻谷浩介（日本総合研究所主席研究員） |
| 第19回     | 2012年6月30日  | ユーロ危機 EUはどこへ向かうのか                               | 伊藤隆敏（東京大学大学院教授） |
| スペシャル | 2012年7月16日  | なでしこ/U-23男子代表 日本サッカー いかに戦うか               | ＜第1部＞なでしこジャパン 世界制覇の条件 川上直子（元日本代表） 加藤與恵（元日本代表） 日々野真理（スポーツキャスター） 江橋よしのり（女子サッカージャーナリスト） ＜第2部＞U-23 日本代表 悲願のメダルは 長谷川健太（元日本代表） 宮澤ミシェル（NHKサッカー解説） 後藤健生（サッカージャーナリスト） 杉山茂樹（スポーツライター） |
| 第20回     | 2012年8月25日  | いじめをなくせ!世界はどう取り組むのか                         | 尾木直樹（法政大学教授・教職課程センター長） |
| 第21回     | 2012年9月29日  | 経済大国・中国 世界はどう向き合うか                           | 津上俊哉（現代中国研究家） |
| 第22回     | 2012年11月17日 | アメリカよ どこへ行く                                         | 藤原帰一（東京大学大学院教授） |
| 第23回     | 2013年1月26日  | “グローバル経済”の未来は                                      | 浜矩子(同志社大学大学院教授) |
| 第24回     | 2013年2月23日  | 世界が語る メディアの未来                                     | 志村一隆(情報通信総合研究所主任研究員) |
| 第25回     | 2013年3月23日  | アルジェリア人質事件 世界は新たな国際テロにどう立ち向かうのか | 山内昌之(明治大学特任教授) |

### 2013年度
オープニングのBGMにアレンジが加えられ、グラフィックも変更された。各種ソーシャル連携等は2012年度に準ずる。2012年度までと異なり、スペシャルでも滝川は出演する。
| 回数       | 放送日         | テーマ                                            | スタジオ・ゲスト                                                              |
| ---------- | -------------- | ------------------------------------------------- | ----------------------------------------------------------------------------- |
| 第26回     | 2013年4月27日  | “アベノミクス”は世界に何をもたらすか              | 竹中平蔵(慶應義塾大学教授) 水野和夫(日本大学教授)                             |
| 第27回     | 2013年5月25日  | アフリカ”未来経済”とどう歩むか                    | 平野克己(日本貿易振興機構アジア経済研究所上席 主任調査研究員)                 |
| 第28回     | 2013年6月29日  | 女性が”すべて”を手に入れるために                  | スタジオゲスト無し                                                            |
| スペシャル | 2013年7月21日  | 世界が語る”アベノミクス”の行方                    | 飯田香織（Biz+サンデーキャスター）                                            |
| 第29回     | 2013年8月31日  | TPP 世界はどう見る～どこまで進める 貿易の自由化～ | 伊藤元重 鈴木宣弘 （共に東京大学大学院教授）                                  |
| 第30回     | 2013年9月28日  | 監視される世界 ～ネットが変える国家と民主主義～   | 石井夏生利（筑波大学大学院准教授）                                            |
| 第31回     | 2013年11月23日 | 税をめぐる攻防 ～危機の国家財政 どう支えるか～    | 諸富徹（京都大学大学院教授）                                                  |
| 第32回     | 2013年12月21日 | 2014年 世界経済はどう動く～米中・G2の行方～       | 伊藤元重（東京大学大学院教授）                                                |
| 第33回     | 2014年1月25日  | 日本経済 ”未来型モデル”を求めて                   | 大田弘子（政策研究大学院大学教授） 藻谷浩介(日本総合研究所 調査部主席研究員)  |
| 第34回     | 2014年3月1日   | 世界が語る メディアの未来 2014                    | 稲田修一（東京大学先端科学技術研究センター特任教授） 碓井広義（上智大学教授） |
| 第35回     | 2014年3月29日  | 私たちに仕事を!～広がる雇用危機と世界の若者たち～ | 山田昌弘（中央大学教授） 第2部のみ：村上太一（リブセンス代表取締役）          |

### 2014年度
ソーシャル連携等は2013年度に準ずる。
| 回数       | 放送日         | テーマ                                                | スタジオ・ゲスト                                                                              |
| ---------- | -------------- | ----------------------------------------------------- | --------------------------------------------------------------------------------------------- |
| 第36回     | 2014年4月26日  | ”新たな冷戦”の始まりか 〜ウクライナ危機と世界の行方〜 | 下斗米伸夫（法政大学教授） 中山俊宏（慶応義塾大学教授）                                       |
| 第37回     | 2014年5月31日  | ウクライナ危機の衝撃 〜変わる冷戦後の世界秩序〜       | 藤原帰一（東京大学大学院教授）                                                                |
| 第38回     | 2014年7月26日  | 問われる資本主義 〜激論「21世紀の資本論」〜           | 第一部：的場昭弘（神奈川大学教授） 第二部：竹中平蔵（慶應義塾大学教授）                       |
| 第39回     | 2014年8月30日  | 中東動乱 世界はどう変わる                             | 藤原帰一（東京大学大学院教授）                                                                |
| 第40回     | 2014年9月27日  | 世界が語る”21世紀のオリンピック”                      | 為末大（スポーツコメンテーター・元陸上400mハードル五輪代表）                                  |
| 第41回     | 2014年11月22日 | 低炭素社会へ 世界は危機を克服できるか                 | 竹内純子（国際環境経済研究所 主席研究員）                                                     |
| スペシャル | 2014年12月14日 | 日本の選択 世界はどう見る                             | スタジオゲスト無し                                                                            |
| 第42回     | 2014年12月20日 | 激動!2014年 世界秩序の行方は                          | 藤原帰一（東京大学大学院教授） 岡本行夫（外交評論家・マサチューセッツ工科大学シニアフェロー） |
| 第43回     | 2015年1月31日  | ”地方が消える” 人口減少の衝撃                         | 増田寛也（元総務大臣・元岩手県知事） 津田大介（ジャーナリスト）                               |
| 第44回     | 2015年2月28日  | 広がる”不寛容” 多文化は共生できるか                   | 萱野稔人 （哲学者・津田塾大学教授）                                                           |

### 2015年度
放送日時がこれまでの毎月最終土曜から最終日曜に変更された。ソーシャル連携等は2014年度までに準じる。
| 回数   | 放送日         | テーマ                                                 | スタジオ・ゲスト                                                                                               |
| ------ | -------------- | ------------------------------------------------------ | --- |
| 第45回 | 2015年4月26日  | 欧州激動 EU統合の行方は                                | 遠藤乾（北海道大学大学院教授）                                                                                 |
| 第46回 | 2015年5月31日  | 連覇はなるか サッカー女子W杯「なでしこジャパン」の挑戦 | 加藤與恵 （元サッカー女子日本代表・サッカー解説者） 江橋よしのり（女子サッカー解説者・サッカージャーナリスト） |
| 第47回 | 2015年6月28日  | 中国 巨大経済圏構想の行方                              | 津上俊哉 （現代中国研究家） 渡辺利夫（拓殖大学総長）                                                           |
| 第48回 | 2015年7月26日  | 混迷ギリシャ 世界はどう動く                            | 遠藤乾 （北海道大学大学院教授）                                                                                |
| 第49回 | 2015年8月30日  | アメリカの利上げ どうなる世界経済                      | 倉都康行 （国際金融評論家） 竹中平蔵（慶應義塾大学教授）                                                       |
| 第50回 | 2015年9月27日  | 大学改革 グローバル競争は何をもたらすか                | 吉田文 （早稲田大学教授） 城繁幸（人事コンサルタント）                                                         |
| 第51回 | 2015年11月29日 | パリ同時テロ 世界はどう立ち向かうか                    | 藤原帰一 （東京大学大学院教授）                                                                                |
| 第52回 | 2015年12月20日 | 農業のグローバル化 21世紀の食をどう守る                | 清水徹朗（農林中金総合研究所 基礎研究部長）                                                                    |
| 第53回 | 2016年1月31日  | 2016年 アメリカはどこへゆく                            | 藤原帰一（東京大学大学院教授）                                                                                 |
| 第54回 | 2016年2月28日  | 酷使される若者 働き方をどう変える                      | 森岡孝二 （関西大学名誉教授） 城繁幸（人事コンサルタント）                                                     |

## テーマ音楽
- 小西香葉

## スタッフ

### グローバルディベートWISDOM
- 技術： 鈴木英行
- 照明： 篠塚久就
- 撮影： 杉浦信夫
- 音声： 山縣淳一
- 映像技術： 小川覚徳
- 編集： 只野智士
- CG制作： 藤森秀一朗
- 映像デザイン： 小木浩嗣
- 取材： 黒柳亜衣、飯島歩美
- ディレクター： 宇留田摩周、前田海一
- 制作統括： 白石章治、岡崎裕治
- 制作： NHKグローバルメディアサービス
- 制作・著作： NHK

### プロジェクトWISDOM第1回
- 技術： 鈴木英行
- 照明： 竹市光男
- 撮影： 松本英明
- 音声： 山縣淳一
- 映像技術： 真壁一郎
- CG制作： 津田晴康
- 映像デザイン： 森内大輔
- コーディネーター： 西山ももこ
- リサーチャー： 窪田啓一郎
- 編集： 陰山和宏、只野智士
- 取材： 市川光、飯島歩美、中西朋、黒柳亜衣
- ディレクター： 岡崎裕治、竹内謙介
- 制作統括： 河野聡、白石章治
- 制作： NHKグローバルメディアサービス
- 制作・著作： NHK